# Calciphilopteris alleniae
Calciphilopteris alleniae är en kantbräkenväxtart som först beskrevs av R.M.Tryon, och fick sitt nu gällande namn av Jovita Yesilyurt och H.Schneid. Calciphilopteris alleniae ingår i släktet Calciphilopteris och familjen Pteridaceae. Inga underarter finns listade.